# アルファ・ドッグ 破滅へのカウントダウン
『アルファ・ドッグ 破滅へのカウントダウン』（Alpha Dog）は、2006年のアメリカ映画。実際の殺人事件を基にした、誘拐事件から3日間の出来事を描いた作品。
サンダンス映画祭上映。日本劇場未公開（2008年6月25日にDVDが発売）。

## ストーリー
1999年のカリフォルニア州クレアモント。麻薬密売人のジョニーは仲間のジェイクが売買に失敗したことが原因で敵対関係になってしまう。ジョニーはジェイクの弟ザックを誘拐するが、仲間や家族、FBIを巻き込んだ大事件になってしまう。

## キャスト
| 役名                       | 俳優                           | 日本語吹替 |
| -------------------------- | ------------------------------ | ---------- |
| ジョニー・トゥルーラブ     | エミール・ハーシュ             | 野島健児   |
| フランキー・バレンバッハー | ジャスティン・ティンバーレイク | 竹若拓磨   |
| ザック・マズルスキー       | アントン・イェルチン           |            |
| ジェイク・マズルスキー     | ベン・フォスター               | 加瀬康之   |
| エルヴィス・シュミット     | ショーン・ハトシー             | 坂詰貴之   |
| キース・ストラッテン       | クリストファー・マークエット   |            |
| ピック・ジャイモ           | ヴィンセント・カーシーザー     |            |
| アンジェラ・ホールデン     | オリヴィア・ワイルド           |            |
| ワンダ・ヘインズ           | ヘザー・ウォールクィスト       |            |
| スーザン                   | ドミニク・スウェイン           |            |
| ジュリー・ベックリー       | アマンダ・サイフリッド         |            |
| オリヴィア・マズルスキー   | シャロン・ストーン             | 土井美加   |
| ソニー・トゥルーラブ       | ブルース・ウィリス             | 田中正彦   |
| ボビー・“911”・ケイ        | アレックス・ソロヴィッツ       |            |
| コスモ・ガバビーティ       | ハリー・ディーン・スタントン   |            |
| バズ                       | ルーカス・ハース               |            |
| トム・フィネガン刑事       | ホルト・マッキャラニー         |            |
| アルマ                     | アンバー・ハード               |            |